# Johan Maurits Mohr
Johan Maurits Mohr (* ca. 18. August 1716 in Eppingen; † 25. Oktober 1775 in Batavia) war ein deutsch-niederländischer Geistlicher und Naturforscher, der den Großteil seines Lebens auf Java verbrachte.

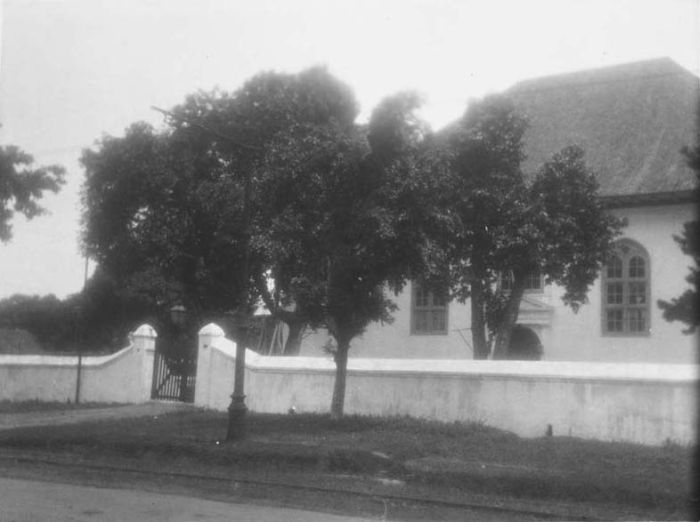
Die Portugiesische Buitenkerk in Batavia

## Leben
Mohr begann im August 1733 ein Studium der Theologie an der Universität Groningen, welches er 1736 mit einer öffentlichen Disputation über die Rolle von Visionen in der Bibel abschloss. Er kam 1737 im Auftrag der Vereenigde Oostindische Compagnie (VOC) ins damals niederländische Batavia, um als Vikar die dortige Gemeinde zu betreuen. Bereits nach kurzer Zeit bekam er jedoch den Auftrag, die Pfarrstelle der portugiesischen Gemeinde in der niederländischen Niederlassung Galle auf Ceylon zu übernehmen; auf seinen Wunsch hin verschob sich aber der Beginn, da er zunächst sein Portugiesisch verbessern wollte – nach seiner Heirat mit Johanna Cornelia van der Sluys blieb er schließlich ganz in Batavia. Dort wirkte er ab 1739 als Vorsteher der örtlichen portugiesischen Gemeinde. 1743 wurde er Rektor des Theologischen Seminars in Batavia. In dieser Stellung publizierte er verschiedene theologische Werke, unter anderem Bibelübersetzungen ins Portugiesische und Malaiische. Damit erarbeitete er sich innerhalb weniger Jahre den Ruf eines Gelehrten.
Nachdem seine erste Frau im September 1750 verstorben war, heiratete er im April 1752 Anna Elisabeth van ’t Hoff, die Tochter eines wohlhabenden VOC-Offiziellen, welche aus zwei früheren Ehen zudem selber ein beträchtliches Vermögen mitbrachte. Im Februar 1753 trat er von seiner Stellung als Rektor zurück. Später – Belege finden sich erst für die späten 1750er Jahre – entwickelte sich seine Leidenschaft für Astronomie und naturwissenschaftliche Beobachtungen, die Meteorologie, Vulkanologie und Messungen des Erdmagnetfeldes beinhalteten.

## Venusdurchgänge 1761 und 1769

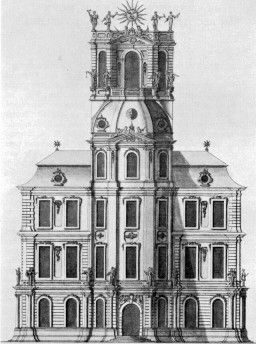
Mohrs Observatorium in Batavia, J. Clement 1768

Am 6. Juni 1761 unterstützte er den niederländischen Astronomen Gerrit de Haan bei dessen Observation des Venustransits durch die Bereitstellung einiger Instrumente. Die Messungen wurden im Wesentlichen von de Haan durchgeführt, aber es war Mohr, der einen detaillierten Bericht verfasste, welcher 1763 von der Königlich Niederländischen Akademie der Wissenschaften veröffentlicht wurde.
Obwohl der nächste Venustransit von Batavia aus nur teilweise sichtbar sein würde begann er 1765 mit dem Bau eines eigenen, etwa 24 Meter hohen, Observatoriums; dieses wurde 1768 fertig gestellt. Die Mittel dazu – nach zeitgenössischen Aufzeichnungen etwa 200.000 Niederländische Gulden – kamen aus dem Erbe seiner Ehefrau, deren Vater kurz zuvor gestorben war. Weiter hatte er sich in der Zwischenzeit die besten verfügbaren Instrumente liefern lassen: ein gregorianisches Spiegelteleskop von John Dollond mit 3,5 Zoll Brennweite, ein Heliometer für die Sonnenbeobachtung, eine astronomische Pendeluhr von John Shelton mit Ankergang nach George Graham sowie einen 2,5-Fuß-Quadrant, hergestellt von John Bird, zur Korrektur der astronomischen Uhr. Louis Antoine de Bougainville besuchte 1768 auf seiner Weltreise Java und berichtete in seinen Aufzeichnungen von dem Observatorium.
Trotz der umfangreichen Vorbereitungen scheiterte die Beobachtung am 3. Juni 1769 beinahe, da der Sonnenaufgang in Batavia vier Stunden hinter dem Beginn des Venusdurchgangs lag und die Sonne zudem in den ersten zwei Stunden des Tages von Wolken verhüllt war. Damit war die Observation erst ab 8 Uhr morgens möglich. Die weltweite Beobachtung dieses Phänomens war einer der Höhepunkte im astronomischen Leben des 18. Jahrhunderts und diente der Vermessung des Sonnensystems.

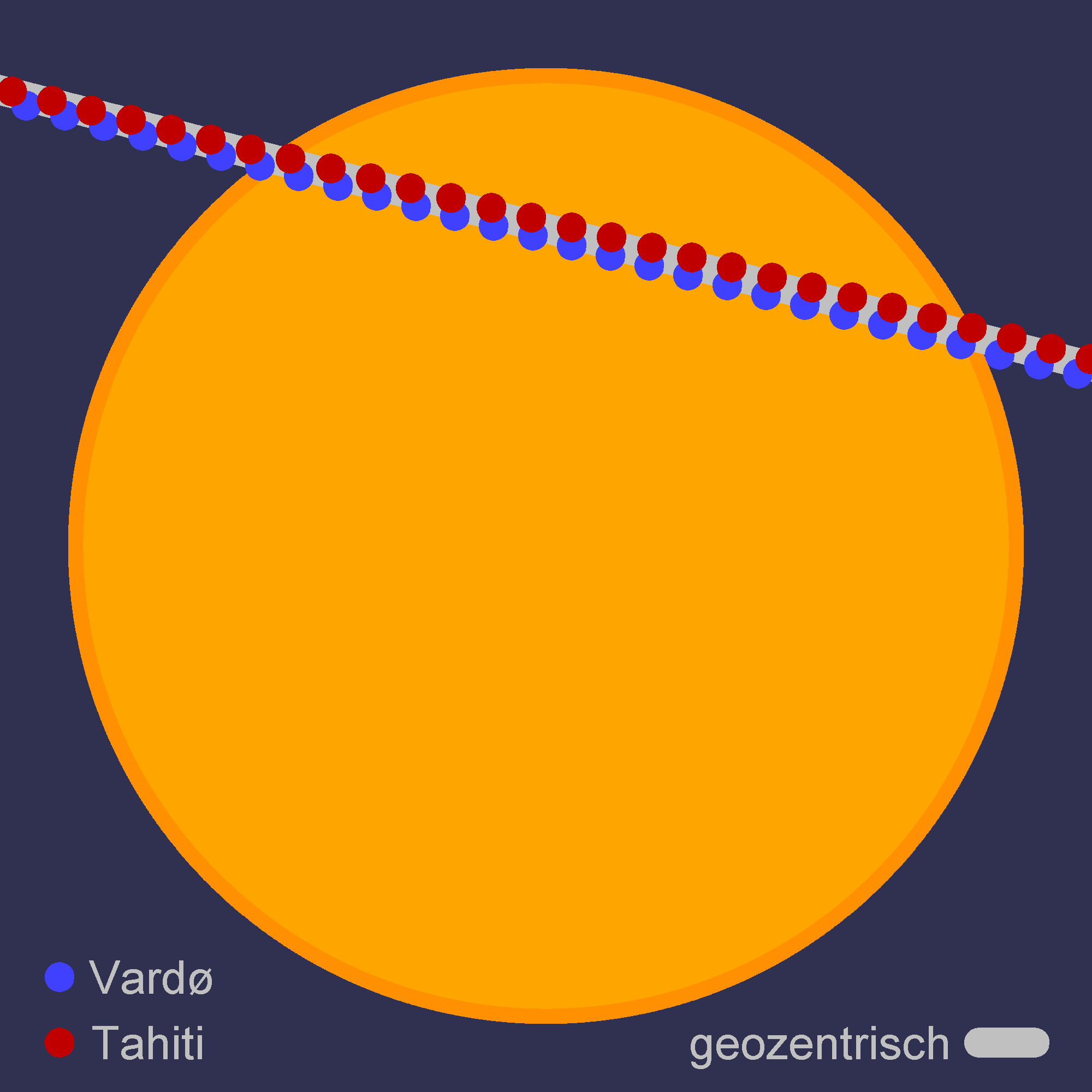
Vergleich der gleichzeitig beobachteten Venuspositionen während des Transits von 1769, für einen südlichen Beobachter auf Tahiti und einen nördlichen Beobachter in Vardø (Norwegen).

Mohr wartete mit der Veröffentlichung seiner Daten, da er den Merkurtransit am 10. November des gleichen Jahres noch hinzufügen wollte. Sie erschienen 1770 in den Verhandelingen der Hollandsche Maatschappij der Wetenschappen. James Cook, der den Durchgang in Tahiti beobachtet hatte, legte auf dem Rückweg nach England in Batavia an. Durch seine Vermittlung wurden Mohrs Beobachtungen 1771 in lateinischer Sprache in den Philosophical Transactions der Royal Society abgedruckt. Cook verlor bei seinem Aufenthalt in Batavia viele Mitglieder seiner Schiffsbesatzung, einschließlich seines Astronomen Charles Green, durch Malaria – Batavia war damals unter Seeleuten für diese Seuche berüchtigt, es gab dort viel stehendes Wasser in Kanälen.
Während Mohrs Beobachtungen von 1761 als unbrauchbar angesehen wurden, waren die von 1769 korrekt. Man hielt sie aber anscheinend nicht für genau genug, so dass sie zum Beispiel im Bericht von Johann Franz Encke über den Venusdurchgang nicht berücksichtigt wurden. Insbesondere hielt man seine Längenbestimmung von Batavia nicht für genau genug, obwohl diese von Cook gelobt wurde.

## Die Zeit danach
Mohr setzte seine astronomischen Beobachtungen auch nach 1769 fort und zeichnete täglich Wetter- und Erdmagnetfeld-Daten auf, die er aber nicht veröffentlichte. Seine letzte Publikation behandelte 1773 den Ausbruch des 2665 Meter hohen Vulkans Gunung Papandayan 165 Kilometer südöstlich von Batavia vom August 1772.
Nach seinem Tod im Oktober 1775 fand sich kein Nachfolger und das Observatorium verfiel. 1780 wurde es durch ein Erdbeben schwer beschädigt. 1782 starb Mohrs Witwe Anna Elizabeth van ’t Hoff; das Gebäude diente danach zur Unterbringung von Angestellten der VOC, ab 1809 schließlich als Kaserne. Es wurde in der Folge abgerissen. 1844 waren nur noch die Fundamente sichtbar.
Der spätere Admiral Francis Beaufort besuchte als 15-Jähriger im August 1789 das Observatorium, das auf ihn einen sehr merkwürdigen Eindruck machte. Es gäbe nur einen einzigen Beobachtungsraum, auf der Spitze des Gebäudes in fast 100 Fuß Höhe gelegen. Stampfte man irgendwo im übrigen Haus mit dem Fuß auf, würde dieser bereits wackeln.
Ein Aufschwung wissenschaftlichen Lebens in Batavia erfolgte erst 1778, drei Jahre nach dem Tod von Mohr, durch Gründung der Königlich Batavischen Gesellschaft der Künste und Wissenschaften. Die Gründung war noch von Mohr initiiert worden, kam aber zunächst durch mangelnde Unterstützung offizieller Stellen nicht zustande. Die Mitglieder wollten anfangs Mohrs Beobachtungen fortsetzen; eines der aktivsten Mitglieder der Gesellschaft, der Geistliche Johannes Hooijman, kaufte die Instrumente 1776 von Mohrs Witwe. Es stellte sich aber heraus, dass sie stark unter dem tropischen Klima gelitten hatten – die Versuche, astronomische Beobachtungen fortzuführen, scheiterten. Da es in Batavia keine qualifizierten Handwerker gab, wurden die Instrumente nach Amsterdam zur Reparatur geschickt. Dort wurden sie allerdings aus unbekannten Gründen nicht repariert, sondern für einige Jahre in einem Lagerhaus aufbewahrt. Sie fanden aber teilweise wieder Verwendung und die Spur einiger der Instrumente ließ sich später in verschiedene niederländische Museen verfolgen.

## Sonstiges
Der Kleinplanet 5084 Johanmohr ist nach ihm benannt.